# Andre Collins
Andre Jerome Collins (Crisfield, 9 agosto 1982) è un ex cestista statunitense con cittadinanza bulgara.

## Carriera in Italia
Dopo una carriera universitaria iniziata con la vittoria del titolo NCAA 2002 con i Maryland Terrapins al suo anno da freshman, si trasferisce al Basket Club Ferrara, con cui disputa in totale tre campionati, due di Legadue e uno di Serie A. In Legadue contribuisce attivamente alla conquista della promozione in massima serie del club ferrarese.
In Serie A chiude al terzo posto nella classifica marcatori (media di 17,5 punti), decimo in quella degli assist e secondo nelle palle recuperate. Con 33,5 minuti è stato anche il terzo giocatore più utilizzato del campionato.
Nella stagione 2009-10 firma un contratto con la Virtus Bologna. Nel 2010-11 si trasferisce alla Victoria Libertas Pesaro e, terminata l'esperienza pesarese, firma per la Juvecaserta. Nel 2012 si trasferisce in Turchia al Gaziantep, e dopo una sola stagione rientra in Italia al Basket Barcellona.

## Palmarès
- Campione NCAA (2002)